# 阿爾托納博物館

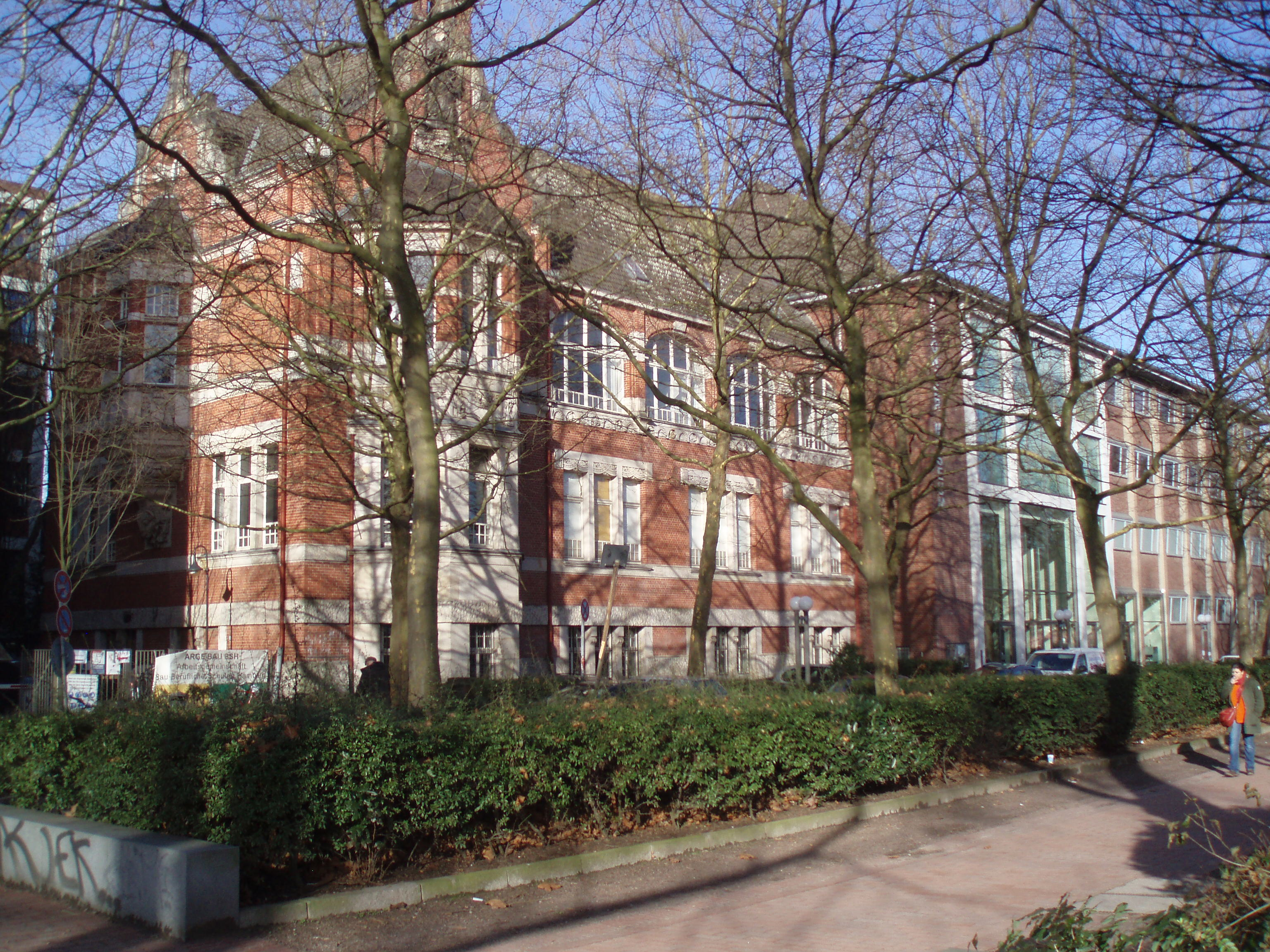

阿爾托納博物館（德語：Altonaer Museum）是位於德國城市漢堡的一座博物館。阿爾托納博物館成立於1938年。

## 外部連結
- Kunstwerke und Objekte des Museums auf museen-sh.de （页面存档备份，存于）